# 85式装甲输送车

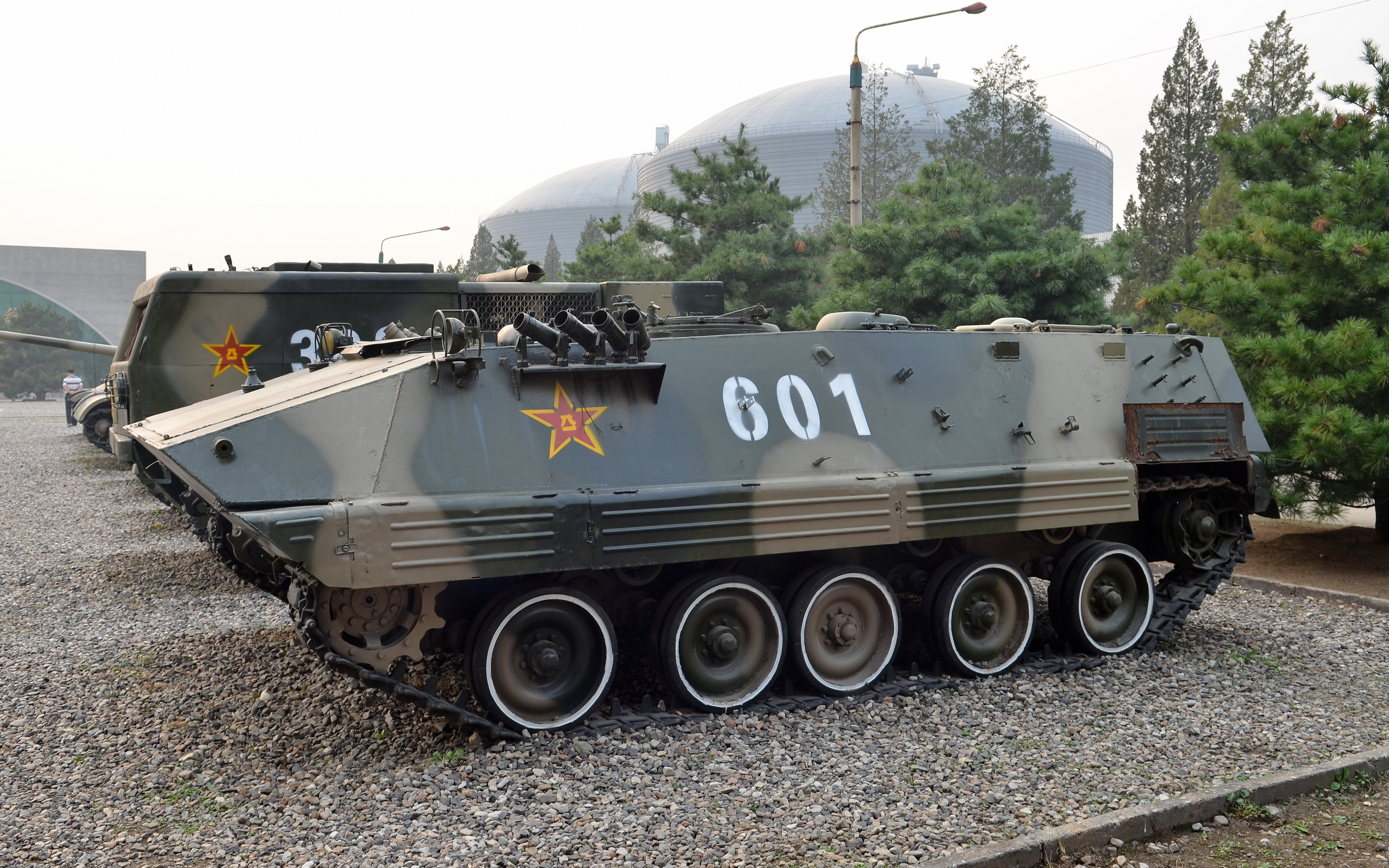
保存在坦克博物馆的85式履带装甲输送车

85式装甲输送车也称为YW-531H，与中国人民解放军自用的ZSD-89履带式装甲输送车一样都是63式装甲输送车的改进型。与ZSD-89（工厂研发代号：WZ-534）同步研制的，是中国北方车辆厂根据国际军贸市场需求于1980年代中期研制的履带式装甲输送车，以其为基础相应开发了多种变型车，形成了85式履带装甲输送车族。85式装甲输送车主要用于外贸出口，泰国是最大的买入国。

## 概貌
于1984年开始设计研制，命名为“85式装甲输送车”。最初改进自63式装甲车的外贸出口型号YW531C（安装8缸风冷增压柴油机动力装置），移植了63-1式 (工厂代号B531) 行走部分的 5对小直径双轮缘载重轮，车体前端修改削尖外形。工厂产品代号YW531H。1985年试制出第一台样车。它比63式装甲输送车车体内部空间更大，在每侧有更多的负重轮，增加3个托带轮，悬挂改为筒式减震器，操纵有液压助力，另外，车尾附加两个外背式柴油箱，车体前部增加抛射式烟幕弹发射器（车体两则各四具），车体侧板、载员舱后门上开有7个射击口和潜望镜，自卫武器为一挺59式12.7毫米高射机枪（弹药1000发）。1988年设计定型。

### 车体布局
ZSD-85履带式装甲输送车的驾驶舱和动力室均位于车体的前方，其中柴油发动机舱位于驾驶舱的右方。乘员舱位于车体的后方。可为战斗室提供更大的空间。

### 动力系统
动力装置为一台320马力BF8L413FC型8缸4冲程直喷风冷增压柴油发动机，该发动机由德国克罗克纳·霍姆伯特·道依茨公司 (KHD公司) 研制，中国北方工业总公司于20世纪80年代初引进技术，并由所属工厂自行生产。

## 衍生型号
- NVH-1步兵战车（YW-531L） ：同英国维克斯公司合作研制生产，安装维克斯公司的25毫米口径机炮炮塔。

- YW-307步兵战车: YW-307的底盘与85式装甲输送车相同，武器为一门25毫米口径的机炮和一挺7.62毫米同轴机枪，定员为3+7。

- YW-309步兵战车: YW-309的底盘与85式装甲输送车相同，移植86式步兵战车的单人炮塔，主要武器为1门73mm低压滑膛炮，定员为3+8。

- 85式装甲指挥车（YW-703H）

- 85式120mm/82mm自行迫击炮（YW-382/383）

- 85式30管130毫米自行火箭炮（YW-306）

- 85式122毫米自行火炮（YW-323）: 采用85式装甲运兵车的底盘。

- 85式装甲抢救车

- WZ751裝甲救护车

- ZDF-1坦克歼击车

- ZCY-45/ZCL-45炮兵营/连指揮車：85式履带装甲指挥车底盘

- GCL-45炮兵前沿观测车：85式履带装甲指挥车底盘

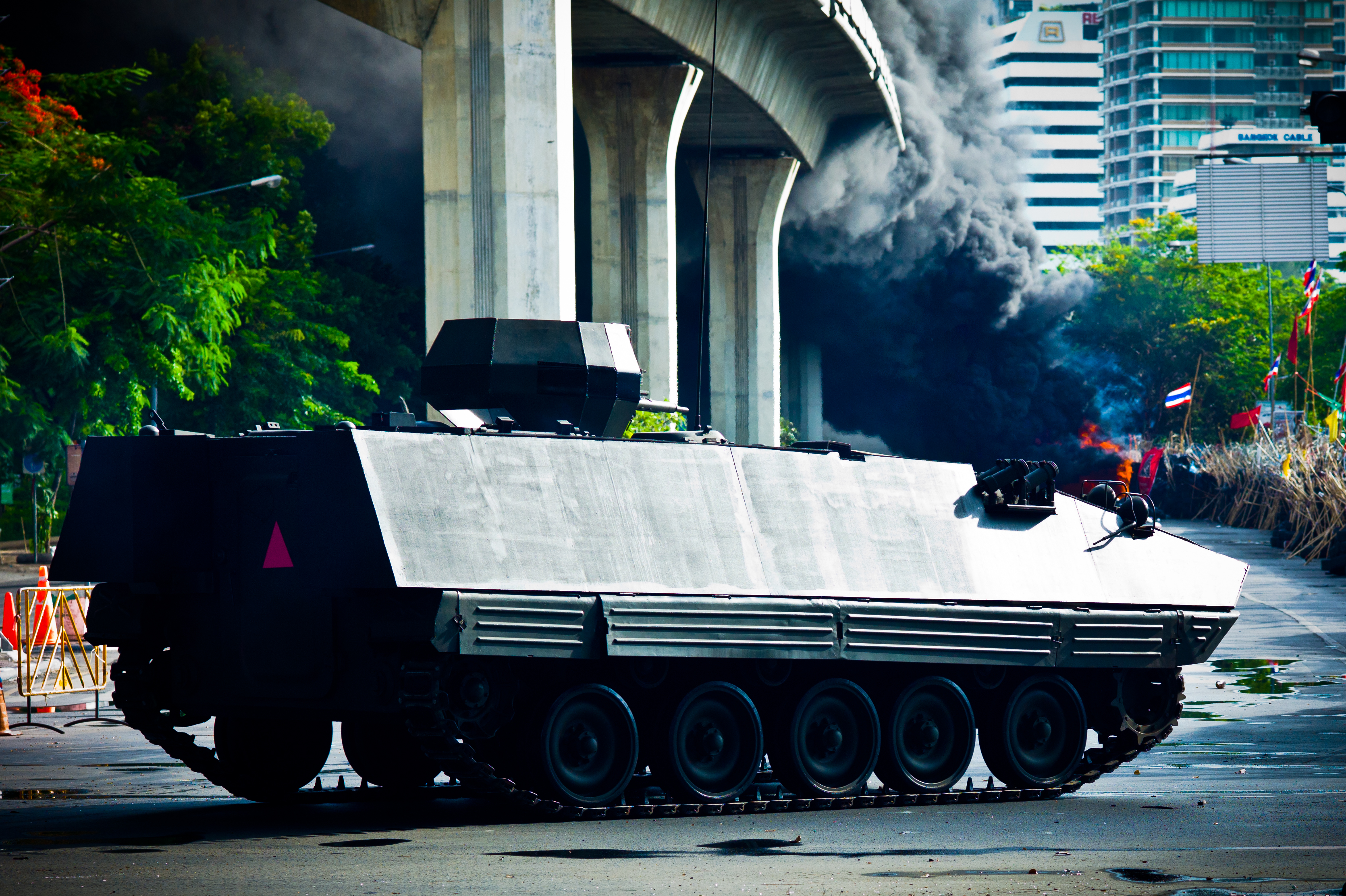
泰国的85式装甲输送车在紅衫軍示威期间设置的路障附近。

- 93式装甲偵察車

## 使用国
- 緬甸 - 250辆
- 斯里蘭卡 - 斯里兰卡军队是YW-531H和YW-309步兵战车的用户。
- 泰國 - 从中国以优惠价格购进，总采购量约为400辆，包括装甲输送车、82mm/120mm迫击炮车、130mm自行火箭炮。装备泰国陆军。泰国将自卫武器换成12.7mm口径M2机枪，并改装了车载电台。
- 辛巴威 - 津巴布韦军队是YW-531H、YW-307步兵战车的用户。

## 外部連結
- Bangladesh Military Forces - Type 85/YW531H[永久]
- Sinodefence - Type 85/89
- FAS - Type 85（页面存档备份，存于）